# Оптичка астрономија
Оптичка астрономија је грана посматрачке астрономије која обухвата разна телескопска посматрања светлости видљиве људским оком, односно електромагнетно зрачење из оптичког (видљивог) дела спектра. Оптичка астрономија укључује снимање фотографија објеката, мерење количине светлости која долази са објекта (фотометрија), мерење расподеле интензитета светлости зависно од њене таласне дужине (спектроскопија), мерење поларизације светлости (полариметрија). Оптичка или видљива астрономија такође укључује посматрање неба голим оком, без телескопа.

## Почеци
Први практични телескоп направио је Ханс Липерши у Холандији 1608. године. На основу непотпуних описа тог телескопа, Галилео Галилеј је 1609. године направио телескоп са увећањем од око 3 пута. Његови каснији телескопи имали су увећање и до 30 пута. Галилејев телескоп био је рефрактор. Омогућавао је посматрачу да види увећане, усправне слике објеката на земљи, односно, то је био дурбин. Галилеј је свој телескоп користио и да посматра објекте на небу. Он је конструисао и продавао телескопе трговцима који су их користили на мору или даље препродавали. Своја прва телескопска астрономска посматрања објавио је у марту 1610. у кратком извештају Sidereus Nuncius (Звездани гласник).

## Утицај околне светлости
Видљивост небеских објеката на ноћном небу је умањена услед светлосне загађености. Присутност Месеца на ноћном небу је одувек сметала астрономским посматрањима, јер би се у његовом сјају изгубиле слабо видљиве звезде и планете. Међутим, нарочити проблеми за посматрање ноћног неба настали су развојем вештачких извора светлости - сијалица итд. Ово је део разлога зашто се из већих градова звезде на небу виде знатно мање него у мањим или ненасељеним местима. Постоје специјални филтери и начини да се овај проблем умањи, попут максималног усмеравања уличних светиљки наниже, на пут, али за добра посматрања и професионални и аматерски астрономи одлазе даље од већих насељених места.